# Jeffrey L. Kimball
Jeffrey L. Kimball, né le 29 mai 1943 à Wichita, (Kansas, États-Unis), est un directeur de la photographie américain.

## Biographie
Il fait partie de l'American Society of Cinematographers depuis 1990. En 2001, il a été nommé au Satellite Award de la meilleure photographie pour Mission impossible 2.

## Filmographie
- 1985 : The Legend of Billie Jean de Matthew Robbins
- 1986 : Top Gun de Tony Scott
- 1987 : Le Flic de Beverly Hills 2 (Beverly Hills Cop II) de Tony Scott
- 1990 : Vengeance (Revenge) de Tony Scott
- 1990 : L'Échelle de Jacob (Jacob's Ladder) d'Adrian Lyne
- 1991 : La P'tite Arnaqueuse (Curly Sue) de John Hughes
- 1993 : True Romance de Tony Scott
- 1994 : L'Expert (The Specialist) de Luis Llosa
- 1998 : Sexcrimes de John McNaughton
- 1999 : Stigmata de Rupert Wainwright
- 2000 : Mission impossible 2 (Mission: Impossible 2) de John Woo
- 2002 : Windtalkers : Les Messagers du vent (Windtalkers) de John Woo
- 2002 : Star Trek : Nemesis de Stuart Baird
- 2003 : Paycheck de John Woo
- 2004 : La Grande Arnaque (The Big Bounce) de George Armitage
- 2005 : Be Cool de F. Gary Gray
- 2006 : Les Chemins du triomphe (Glory Road) de James Gartner
- 2008 : Tout... sauf en famille (Four Christmases) de Seth Gordon
- 2009 : Les deux font la père (Old Dogs) de Walt Becker
- 2010 : Expendables : Unité spéciale (The Expendables) de Sylvester Stallone
- 2011 : Secret Identity de Michael Brandt